# Peggy Lipton
Peggy Lipton, właśc. Margaret Ann Lipton (ur. 30 sierpnia 1946 w Nowym Jorku, zm. 11 maja 2019 w Los Angeles) – amerykańska aktorka. 
Peggy Lipton zagrała m.in. rolę kelnerki Normy Jennings w serialu telewizyjnym Miasteczko Twin Peaks (1990–1991).
W latach 1974–1990 była żoną Quincy Jonesa, z którym miała dwie córki: Kidadę (ur. 1974) i Rashidę (ur. 1976).
W 2004 u Lipton wykryto raka jelita grubego. Jej stan poprawił się po przejściu terapii. Zmarła 11 maja 2019 w następstwie nawrotu choroby.

## Filmografia
Filmy
- 1988: Purpurowy pożeracz ludzi jako mama
- 1989: Zakazane tematy jako Kathleen Crowe
- 1992: Twin Peaks: Ogniu krocz ze mną jako Norma Jennings
- 1997: Wysłannik przyszłości jako Ellen March
- 2000: Stażystka jako Roxanne Rochet
- 2000: Bezwiedne figle: O czym się nie mówi jako Laurabel Pierce
- 2010: Pewnego razu w Rzymie jako Priscilla Martin, matka Beth i Joan
- 2017: Był sobie pies jako dorosła Hannah

Seriale telewizyjne
- 1965: Ożeniłem się z czarownicą (1964–1972) jako sekretarka (gościnnie)
- 1965: Spotkanie z Alfredem Hitchcockiem (1962–1965) jako Mary Winters (gościnnie)
- 1968–1973: The Mod Squad jako Julie Barnes
- 1990–1991: Miasteczko Twin Peaks jako Norma Jennings
- 1992: Sekrety jako Olivia Owens
- 1994: Skrzydła (1990–1997) jako panna Laurie Jenkins (gościnnie)
- 2000: Asy z klasy (1999–2001) jako Kelly Foster (gościnnie, 4 odcinki)
- 2004: Agentka o stu twarzach (2001–2006) jako Olivia Reed (gościnnie)
- 2007: Sposób użycia (2007–2013) jako Fay (gościnnie)
- 2008–2009: Miasto gniewu jako Susie
- 2012: Kłamstwa na sprzedaż (2012–2016) jako Phoebe Van Der Hooven (gościnnie)
- 2014: Świry (2006–2014) jako Scarlett Jones (gościnnie)
- 2016–2017: Angie Tribeca (2016–2018) jako Peggy Tribeca, matka Angie (gościnnie, 2 odcinki)
- 2017: Pazury (2017–) – w roli samej siebie (gościnnie)
- 2017: Twin Peaks (2017) jako Norma Jennings

## Nagrody
- Złoty Glob 1971: The Mod Squad (Najlepsza Aktorka Telewizyjna – Dramat)